# Omnium Gatherum (King Gizzard & the Lizard Wizard)
Omnium Gatherum è il ventesimo album in studio del gruppo musicale australiano King Gizzard & the Lizard Wizard, pubblicato nel 2022.

## Tracce
1. The Dripping Tap – 18:17
2. Magenta Mountain – 6:04
3. Kepler-22b – 3:12
4. Gaia – 5:11
5. Ambergris – 4:27
6. Sadie Sorceress – 3:07
7. Evilest Man – 7:38
8. The Garden Goblin – 2:56
9. Blame It on the Weather – 2:31
10. Persistence – 3:47
11. The Grim Reaper – 3:05
12. Presumptuous – 4:53
13. Predator X – 3:45
14. Red Smoke – 4:21
15. Candles – 4:34
16. The Funeral – 2:23

## Formazione
- Ambrose Kenny-Smith – voce (1, 2, 6–9, 11, 12, 14), organo (1), percussioni (1–3, 7–9, 10, 12, 14–16), Wurlitzer (1, 12, 14), armonica (1), sintetizzatore (9), sassofono (8, 9), Mellotron (10), chitarra (14), vibrafono (14)
- Michael Cavanagh – batteria (1–5, 7, 9–16), percussioni (9)
- Cook Craig – chitarra (1, 2, 7, 10), voce (1, 8), sintetizzatore (2–5, 8, 10, 13, 15, 16), tastiera (3, 8, 12), basso (3, 8, 10), turntable (3), Mellotron (8, 12), percussioni (8), Wurlitzer (10)
- Joey Walker – chitarra (1, 4, 5, 9, 10, 13), voce (1, 2, 4, 5, 10), percussioni (2, 5, 7), sintetizzatore (2, 5, 7, 10, 11, 15), basso (4, 13), turntable (6), bağlama (11), flauto (12), Mellotron (15)
- Lucas Harwood – basso (1)
- Stu Mackenzie – voce (1–4, 6–10, 13–16), chitarra (1, 2, 4, 7, 10, 12, 13, 15, 16), basso (1, 2, 7, 12, 14–16), organo (1, 5, 9, 16), piano (1), percussioni (1–3, 7–12, 15, 16), sintetizzatore (2, 5, 7, 8, 10, 14), tastiera (2, 7, 15, 16), Mellotron (3, 9, 12), Clavinet (5, 6), turntable (6, 11), flauto (7), vibrafono (7, 15), Wurlitzer (7, 12, 14–16), vocoder (7)